# Calliopsis hirsutifrons
Calliopsis hirsutifrons är en biart som beskrevs av Cockerell 1896. Calliopsis hirsutifrons ingår i släktet Calliopsis och familjen grävbin. Inga underarter finns listade.